# The Enemy (Britse rockband)
The Enemy is een Engelse rockband uit Coventry. In juni 2007 trad The Enemy twee keer op tijdens het Glastonbury Festival, eerst in de 'Guardian Lounge' op zaterdag en daarna op het veel grotere 'Other Stage' op zondag. Ze waren ook de headline tijdens de zaterdagavond van T in the Park in de 'Futures-tent' op 7 juli 2007. Het debuutalbum We'll Live and Die in These Towns (2007) belandde direct op plaats één in de Britse hitlijsten. In de Verenigde Staten wordt The Enemy gepromoot onder de naam The Enemy UK.

## Vorming
De bandleden komen uit Coventry en gingen allemaal naar de Finham Park Secondary School in het zuidwesten van de stad.
The Enemy ontmoette zijn eigenlijke manager, John Dawkins, bij de voetbalwedstrijd Coventry City-Celtic. Op 15 mei 2006 werd het nummer "40 Days and 40 Nights" op Xfm Scotland gespeeld en daarmee was The Enemy voor het eerst op de radio te horen.
In 2006 opende de band op het Godiva Festival in Coventry en speelden in juli 2007 opnieuw op dit festival, nu als tweede headliners achter Super Furry Animals, voor 10 000 fans.
The Enemy werd pas echt beroemd toen ze in NME werden genoemd als de act die het meest waarschijnlijk "je ramen zou breken" van 2007. De Britse band ondersteunde The Fratellis, Kasabian, The Paddingtons, Ash, Manic Street Preachers en Stereophonics op hun tour door het Verenigd Koninkrijk.
Hun single "Away From Here" belandde op plaats acht in de Britse hitlijsten en opvolger "Had Enough" kwam zelfs op een vierde plaats terecht.
Voortbordurend op hun snelle groei, dook The Enemy in oktober 2007 op tijdens de Rock 'N' Roll Riot Tour van NME, samen met Lethal Bizzle en The Wombats. Ook trad de band uit Coventry op tijdens het Jersey Live Festival. Daarnaast ondersteulden ze The Rolling Stones op de laatste avond van hun Europese tour in de O2 Arena.
In maart 2008 startte de band met de productie van hun tweede album, Music for the People, en speelden ze zes avonden op rij in de London Astoria.
In april 2008 speelde de band in de Ricoh Arena in Coventry, waar ze twee nachten achtereen uitverkochte zalen trokken. De maand daarop ondersteunden ze de Kaiser Chiefs in Elland Road. Ze vormden de headline op het Godiva Festival op 5 juli 2008, waar 30 000 bezoekers op afkwamen. In augustus speelden ze in Reading en Leeds. Ook zullen ze samen met Kasabian de band Oasis begeleiden tijdens hun Stadium Tour in 2009, de grootste tour ooit in open lucht.

## Varia
- Hun lied "Aggro" wordt gebruikt in het videospel Guitar Hero: World Tour.
- 'Be Somebody' wordt gebruikt voor het computerspel FIFA 10.
- Een clip van hun lied 'No Time For Tears' werd door BBC gebruikt in een reclame voor 'Lost Land of the Volcano'.
- 'Pressure' werd gebruikt voor een reclame van de derde serie van 'The Sarah Jane Adventures', een populaire kinderserie van de BBC.

## Line-Up
Anno 2009 bestaat The Enemy uit:
- Tom Clarke (hoofdzang, gitaar, piano, snaren)
- Liam Watts (drums)
- Andy Hopkins (basgitaar, zang)

## Discografie

### Albums
- 2007: We'll Live and Die in These Towns (#1 UK (2x Goud 1x Platina))
- 2009: Music for the People (#2 UK (1x Goud))
- 2012: Streets in the Sky
- 2015: It's Automatic

### Singles
- 2007: "It's Not OK"
- 2007: "Away from Here" (#8 UK)
- 2007: "Had Enough" #4 UK
- 2007: "You're Not Alone" (#18 UK)
- 2007: "We'll Live and Die in These Towns" (#21 UK)
- 2008: "This Song" (#31 UK)
- 2009: "No Time for Tears" (#16 UK)
- 2009: "Sing When You're in Love" (#122 UK)
- 2009: "Be Somebody"
- 2021: "See Through"